# Дессау, Ингрид
Ингрид Дессау (швед. Ingrid Dessau, урождённая Петерсон (Peterson); 1923—2000) — шведская художница по текстилю.

## Биография

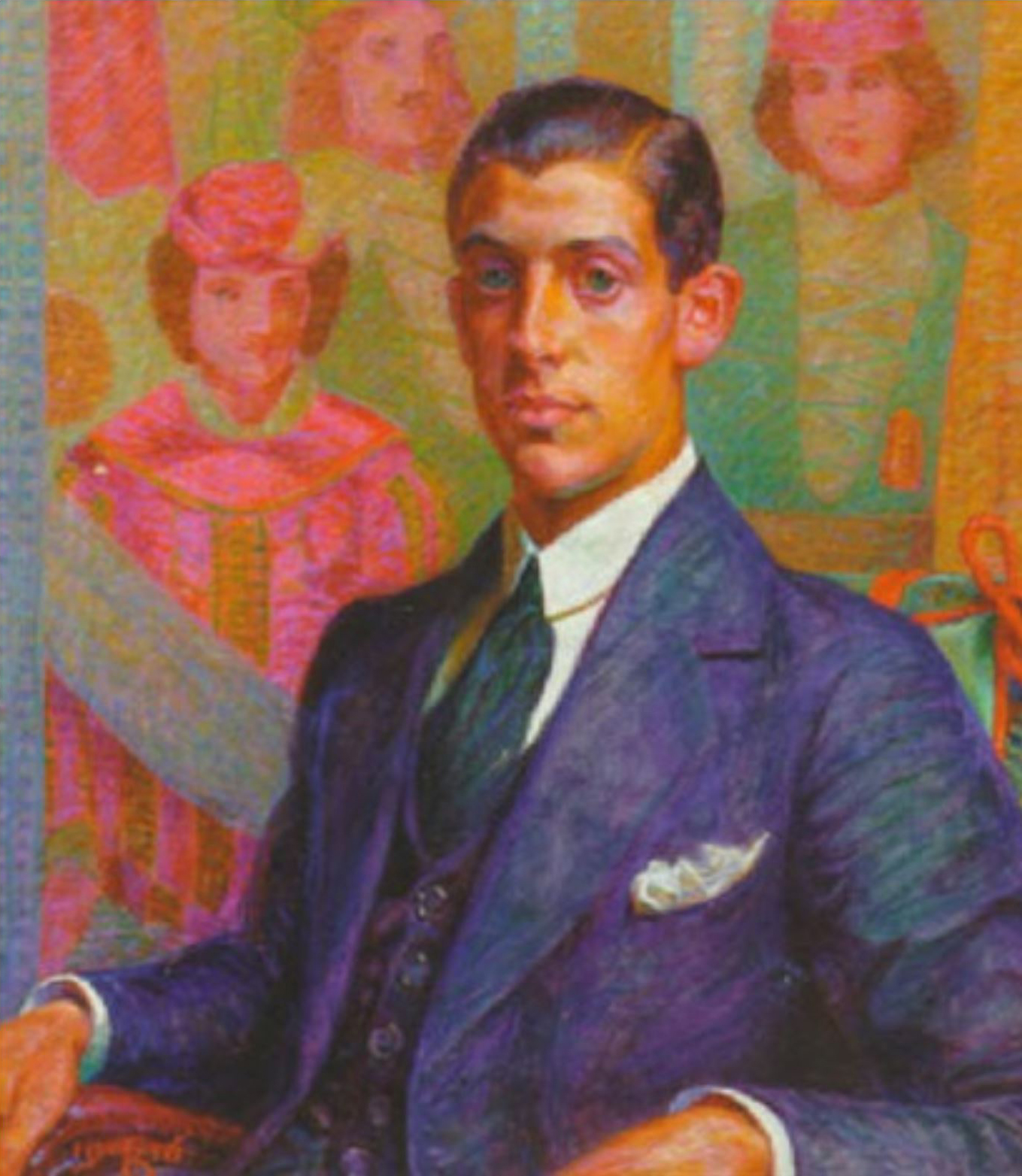
Портрет Кая Дессау

Родилась 3 марта 1923 года в Свалёве в семье Виктора Петерсона и его жены Анны-Стины Валлман (была единственным их ребёнком), является племянницей шведского иллюстратора Рудольфа Петерссона. В 1949—1954 годах она была замужем за датским бизнесменом и дизайнером мебели — Каем Дессау (Kaj Dessau, 1897—1987). По работе Кай Дессау вместе с женой переехали в 1949 году в США, где оставались в течение пяти лет. После развода в 1955 году, Ингрид вышла замуж за Кнута Хадрупа (Knut Esbjörn Hans Hadrup, 1913—2002), с которым прожила в Швеции до конца жизни.
После получения базового образования, Ингрид училась технической школе Констфак в Стокгольме и начала свою карьеру в ремесленном производстве графства Кристианстад, где её работа заключалась в документировании текстильных изделий с помощью акварельных картин. Также она разрабатывала дизайн ковровых изделий.
Пик творчества художницы пришёлся на 1953 год благодаря совместной выставке с Сигне Перссон-Мелин в стокгольмской галерее Galerie Moderne. Затем Ингрид Дессау работала в компании Kasthall, где она стала главным дизайнером. Также сотрудничала в области дизайна с компаниями Kinnasand и Hitex. В Kinnasand Ингрид Дессау проработала до выхода на пенсию в 1984 году. В 1991 году компания Klässbols linneväveri заказала ей дизайн скатертей и салфеток для юбилейного 90-го Нобелевского ужина.
В 1948—1949 годах на стипендию шведской организации Svensk Form Дессау находилась на учёбе в Америке и Мексике. В 1965 году она была удостоена стипендии государственного художника (Statens Konstnärsstipendium).
Была награждена медалью Принца Евгения (1990) и удостоена приза Луннинга (1955).
Умерла 15 июня 2000 года в Мальмё.
В 2008 году в сотрудничестве между Архивом дизайна и Музеем текстиля в Буросе была организована ретроспективная выставка под названием «Till det enkla — Ingrid Dessau textildesigner». В Архиве дизайна хранится обширная коллекция тканей и эскизов Ингрид Дессау, её работы представлены в Национальном музее Швеции в Стокгольме.